# János Asbóth
János Asbóth (n. 7 iunie 1845, Szatumik -d. 28 iunie 1911, Videfalva ) a fost un scriitor, romancier, jurnalist, eseist maghiar.